# Chimerarachne
Chimerarachne – rodzaj wymarłych pajęczaków z rodziny Chimerarachnidae. Żył w kredzie na terenie współczesnej Mjanmy.

## Taksonomia
Rodzaj i gatunek typowy opisane zostały po raz pierwszy w 2018 roku przez Wang Bo, Jasona A. Dunlopa, Paula A. Seldena, Russella J. Garwooda, Williama A. Sheara, Patricka Müllera i Lei Xiaojie na łamach „Nature Ecology & Evolution”. Opisu dokonano na podstawie datowanych na cenoman w kredzie inkluzji w bursztynie birmańskim odnalezionych w dolinie Hukawng w stanie Kaczin na północy Mjanmy. Nazwa rodzajowa to połączenie starogreckich słów Χίμαιρα, oznaczającego Chimerę, i ἀράχνη, oznaczającego pająka. Epitet gatunkowy nadano natomiast na cześć Yanling Yinga, który zebrał materiał typowy.
Zespół Wanga umieścił nowy rodzaj w pozycji bazalnej względem pająków. W 2018 roku zespół Huang Diyinga sklasyfikował ją jednak w blisko spokrewnionym z pająkami rzędzie Uraraneida. Późniejsi autorzy wsparli jednak pozycję uzyskaną przez Wanga i innych. W 2019 roku Jörg Wunderlich utworzył dla Chimerarachne monotypową rodzinę Chimerarachnidae i umieścił ją w monotypowym podrzędzie Chimerarachnida w obrębie rzędu Araneida, określanego jako pająki w szerokim sensie. Taka klasyfikacja wiązała się z obniżeniem ściśle rozumianym pająkom (Araneae) rangi do podrzędu oraz obniżeniem rang Mesothelae i Opisthothelae do infrarzędów. W 2022 roku Wunderlich i Müllera opisali, również na podstawie inkluzji w burmicie, nowy rodzaj Parachimerarachne, wskutek czego Chimerarachnidae przestały być taksonem monotypowym.

## Morfologia

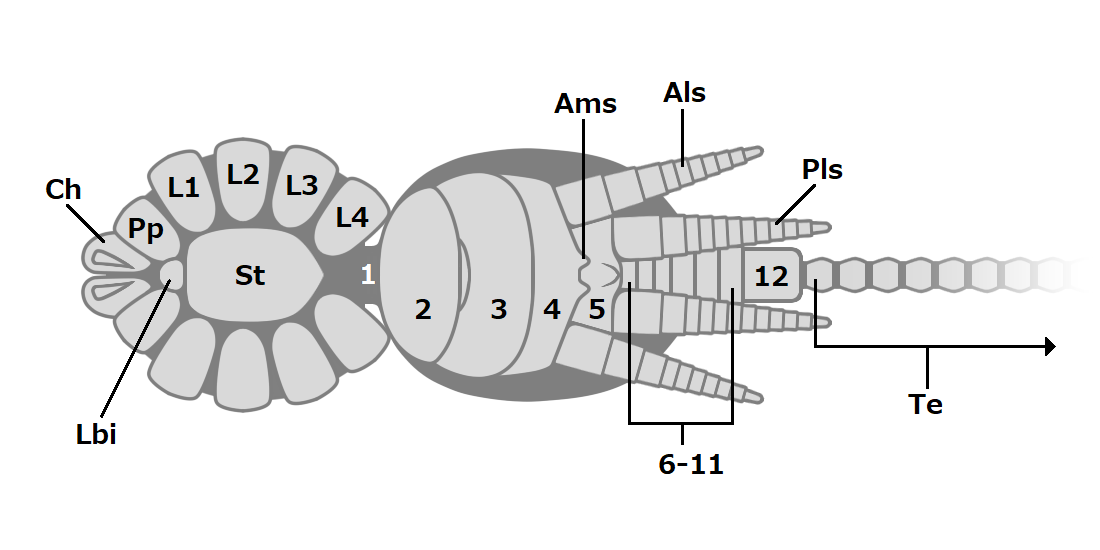
Spód ciała Chimerarachne yingi. Ch: szczękoczułek, Lbl: warga dolna, Pp: biodro nogogłaszczka, St: sternum, L1–L4: biodra odnóży, 1–12: segmenty opistosomy, Ams: kądziołki przędne pary przednio-środkowej, Als: kądziołki przędne pary przednio-bocznej, Pls: kądziołki przędne pary tylno-bocznej, Te: telson

Pajęczaki o mierzonym bez telsonu ciele długości od 2,4 do 2,8 mm.
Prosoma była szersza z tyłu i ku przodowi zwężona w szpic. Ośmioro oczu umieszczonych było blisko jej przedniej krawędzi. Oczy par bocznych leżały na wzgórkach. Człony nasadowe szczękoczułków ustawione były pionowo, niepowiększone i w widoku grzbietowym nie wystawały przed obrys karapaksu, przywodząc na myśl ustawienie labidogantyczne jak u pająków wyższych, natomiast pazury szczękoczułków były umieszczone równolegle i zwrócone wierzchołkami ku tyłowi jak w ustawieniu ortognatycznym występującym u Mesothelae i ptaszników. Nogogłaszczki samca, podobnie jak u pająków, zmodyfikowane były do przekazywania nasienia samicy – stopa tworzyła podzielone podłużnie na dwie części cymbium i zaopatrzona była w bulbus z embolusem. Aparat kopulacyjny posiadał dwie tępe, kiełbasowate  apofizy równej długości. Odnóża były niezmodyfikowane, o wszystkich członach zaopatrzonych w wyrastające na małych guzkach i delikatnie zakrzywione szczecinki. Najdłuższa była para ostatnia, najkrótsza para trzecia, a pary druga i pierwsza były zbliżonej długości. Nadstopie miało pojedyncze trichobotrium, stopa zaś co najmniej pięć trichobotrii. Stopę wieńczyło onychium ze szpatułkowatą przylgą i parą tak długich jak ona, delikatnie zakrzywionych z haczykowatym szczytem pazurków oraz mały, delikatnie zakrzywiony pazurek środkowy. Wszystkie pazurki miały na spodzie cztery kolce.
Prosoma połączona była z opistosomą (odwłokiem) wąskim łącznikiem (petiolusem) wykształconym z pierwszego segmentu tej drugiej. Kształt opistosomy zbliżony był do owalnego. Na jej wierzchu leżało siedem tergitów o prostych krawędziach przedniej i tylnej oraz zaokrąglonych krawędziach bocznych, na jej spodzie zaś siedem sternitów włącznie z dwoma wieczkami płuc książkowych. Pierwsze wieczko miało pośrodku krawędzi tylnej owalną strukturę. W tyle opistosomy cztery segmenty tworzyły pygidium. Na tylnym końcu opistosomy wyrastał biczykowaty, dłuższy od ciała telson zbudowany z około 30–50 naprzemiennie dłuższych i krótszych członów; człony dłuższe wyposażone były w pierścień szczecinek. Zwierzęta przypuszczalnie utrzymywały telson w pozycji wyprostowanej ku tyłowi, jak współczesne głaszczkochody. Wyrastające spod tylnej krawędzi trzeciego sternitu kądziołki przędne pary przednio-bocznej były dobrze wykształcone, zbudowane z ośmiu członów pierścieniowatych i jednego stożkowatego. Zamiast kądziołków przędnych pary przednio-środkowej występowała pośrodku tylnej krawędzi trzeciego sternitu para gruczołów przędnych. Dobrze wykształcone kądziołki przędne pary tylno-bocznej wyrastały spod krawędzi czwartego sternitu i zbudowane były z dziesięciu członów pierścieniowatych i jednego stożkowatego. Pośrodku tylnej krawędzi czwartego sternitu obecna była V-kształtna struktura przypominająca stożeczek.

## Paleoekologia
Siedliskiem tego pajęczaka były gorące i wilgotne tropikalne lasy deszczowe o bujnej roślinności. Zdominowane były przez araukariowate, zwłaszcza z rodzaju agatis, ale występowały tu też sekwoje, metasekwoje, sosny, cedry i cyprysy. Piętro podszytu tworzyły głównie paprocie i widłaki właściwe. Pory roku determinowane były głównie przez opady. Lasy te rosły nad brzegami rzek, jezior, lagun czy estuariów, o czym świadczy udział fauny słodkowodnej. Nie były odległe od wybrzeży morskich, jako że w bursztynie birmańskim czasem spotkać można organizmy słonowodne, a zwłaszcza ślady ich działalności.
Biota lasów cechowała się dużą bioróżnorodnością; do 2022 roku stwierdzono w burmicie około 2390 gatunków, 1575 rodzajów i 689 rodzin organizmów lądowych i słodkowodnych, w tym ponad 2240 gatunków, 1445 rodzajów, 612 rodzin, 66 rzędów i 8 gromad stawonogów. W tych samych fragmentach bursztynu co Chimerarachne znajdują się syninkluzje pająków, roztoczy, dwuparców, prostoskrzydłych, czerwców i chrząszczy z podrodziny balinkowatych.